# Антиноя
Антино́я (др.-греч. Ἀντινόη) — персонаж греческой мифологии.
Дочь Кефея, перенёсшая в Аркадию город Мантинею, основанный в другом месте одним из сыновей Ликаона. Дорогу Антиное показывал змей, в честь которого был назван протекающий рядом ручей Офис («змей»). Её гробница — в Мантинее.